# Torneio Início do Rio-São Paulo 1951
Il Torneio Início do Rio-São Paulo 1951 è stato la prima e unica edizione dell'omonimo torneo.
Il torneo fu organizzato dalla Prefettura di Rio de Janeiro per inaugurare il nuovo impianto di illuminazione del Maracanã e fu la prima competizione interstatuale di calcio disputata in quello stadio.

## Formula
Torneo ad eliminazione diretta con partite di sola andata. In caso di parità passa il turno la squadra che ha battuto il maggior numero di angoli.
Come per il Torneio Início do Rio de Janeiro e il Torneio Início Paulista tutte le partite si svolgono in un solo stadio, il Maracanã, e nello stesso giorno, il 30 gennaio 1951.

## Partecipanti
Al torneo prendono parte le stesse 8 squadre che poi disputeranno il Torneo Rio-San Paolo 1951.
| Squadra       | Città          | Stato          |
| ------------- | -------------- | -------------- |
| America-RJ    | Rio de Janeiro | Rio de Janeiro |
| Bangu         | Rio de Janeiro | Rio de Janeiro |
| Corinthians   | San Paolo      | San Paolo      |
| Flamengo      | Rio de Janeiro | Rio de Janeiro |
| Palmeiras     | San Paolo      | San Paolo      |
| Portuguesa    | San Paolo      | San Paolo      |
| San Paolo     | San Paolo      | San Paolo      |
| Vasco da Gama | Rio de Janeiro | Rio de Janeiro |

## Risultati

### Tabellone
|  | Quarti di finale  | Quarti di finale  | Quarti di finale |               |                  | Semifinali       | Semifinali | Semifinali |  |  | Finale | Finale | Finale |  |
|  |                   |                   |                  |               |                  |                  |            |            |  |  |        |        |        |  |
|  | Flamengo          | Flamengo          | 0 (1)            |               |                  |                  |            |            |  |  |        |        |        |  |
|  | Flamengo          | Flamengo          | 0 (1)            |               |                  |                  |            |            |  |  |        |        |        |  |
|  | Corinthians (ang) | Corinthians (ang) | 0 (2)            |               |                  |                  |            |            |  |  |        |        |        |  |
|  | Corinthians (ang) | Corinthians (ang) | 0 (2)            |               | Corinthians      | Corinthians      | 0          |            |  |  |        |        |        |  |
|  |                   |                   |                  |               | Corinthians      | Corinthians      | 0          |            |  |  |        |        |        |  |
|  |                   |                   | Bangu            | Bangu         | 2                |                  |            |            |  |  |        |        |        |  |
|  | Bangu             | Bangu             | Bangu            | Bangu         | 2                | 3                |            |            |  |  |        |        |        |  |
|  | Bangu             | Bangu             |                  |               |                  |                  |            |            |  |  |        |        |        |  |
|  | Palmeiras         | Palmeiras         | 0                |               |                  |                  |            |            |  |  |        |        |        |  |
|  | Palmeiras         | Palmeiras         | 0                |               | Bangu (ang)      | Bangu (ang)      | 1 (4)      |            |  |  |        |        |        |  |
|  |                   |                   |                  |               |                  |                  |            |            |  |  |        |        |        |  |
|  |                   |                   | America-RJ       | America-RJ    | 1 (1)            |                  |            |            |  |  |        |        |        |  |
|  | America-RJ        | America-RJ        | America-RJ       | America-RJ    | 1 (1)            | 1                |            |            |  |  |        |        |        |  |
|  | America-RJ        | America-RJ        |                  |               |                  |                  |            |            |  |  |        |        |        |  |
|  | Portuguesa        | Portuguesa        | 0                |               |                  |                  |            |            |  |  |        |        |        |  |
|  | Portuguesa        | Portuguesa        | 0                |               | America-RJ (ang) | America-RJ (ang) | 0 (1)      |            |  |  |        |        |        |  |
|  |                   |                   |                  |               | America-RJ (ang) | America-RJ (ang) | 0 (1)      |            |  |  |        |        |        |  |
|  |                   |                   | Vasco da Gama    | Vasco da Gama | 0 (0)            |                  |            |            |  |  |        |        |        |  |
|  | Vasco da Gama     | Vasco da Gama     | Vasco da Gama    | Vasco da Gama | 0 (0)            | 1                |            |            |  |  |        |        |        |  |
|  | Vasco da Gama     | Vasco da Gama     |                  |               |                  |                  |            |            |  |  |        |        |        |  |
|  | San Paolo         | San Paolo         | 0                |               |                  |                  |            |            |  |  |        |        |        |  |

### Quarti di finale
| Rio de Janeiro 30 gennaio 1951 | Corinthians | 0 – 0 | Flamengo | Maracanã\| Arbitro: \| Musitano \| |
| Arbitro:                       | Musitano    |       |          |                                    |

| Arbitro: | Frignani |

|        |           |  |
| Valter | Marcatori |  |

| Arbitro: | Malcher |

|                          |           |  |
| Joel Teixeirinha Zizinho | Marcatori |  |

| Arbitro: | Vianna |

|             |           |  |
| Vasconcelos | Marcatori |  |

### Semifinali
| Arbitro: | Capeleti |

|              |           |  |
| Joel Menezes | Marcatori |  |

| Rio de Janeiro 30 gennaio 1951 | America-RJ | 0 – 0 | Vasco da Gama | Maracanã\| Arbitro: \| Gardelli \| |
| Arbitro:                       | Gardelli   |       |               |                                    |

### Finale
| Arbitro: | Musitano |

|      |           |        |
| Joel | Marcatori | Valter |

## Vincitore
| Vincitore del Torneio Início do Rio-São Paulo 1951 |
| -------------------------------------------------- |
| Bangu 1º titolo                                    |

## Classifica marcatori
| Gol |  |  | Giocatore   | Squadra       |
| --- |  |  | ----------- | ------------- |
| 3   |  |  | Joel        | Bangu         |
| 2   |  |  | Valter      | America-RJ    |
| 1   |  |  | Menezes     | Bangu         |
| 1   |  |  | Teixeirinha | Bangu         |
| 1   |  |  | Vasconcelos | Vasco da Gama |
| 1   |  |  | Zizinho     | Bangu         |